# Richard Müller (Sänger)

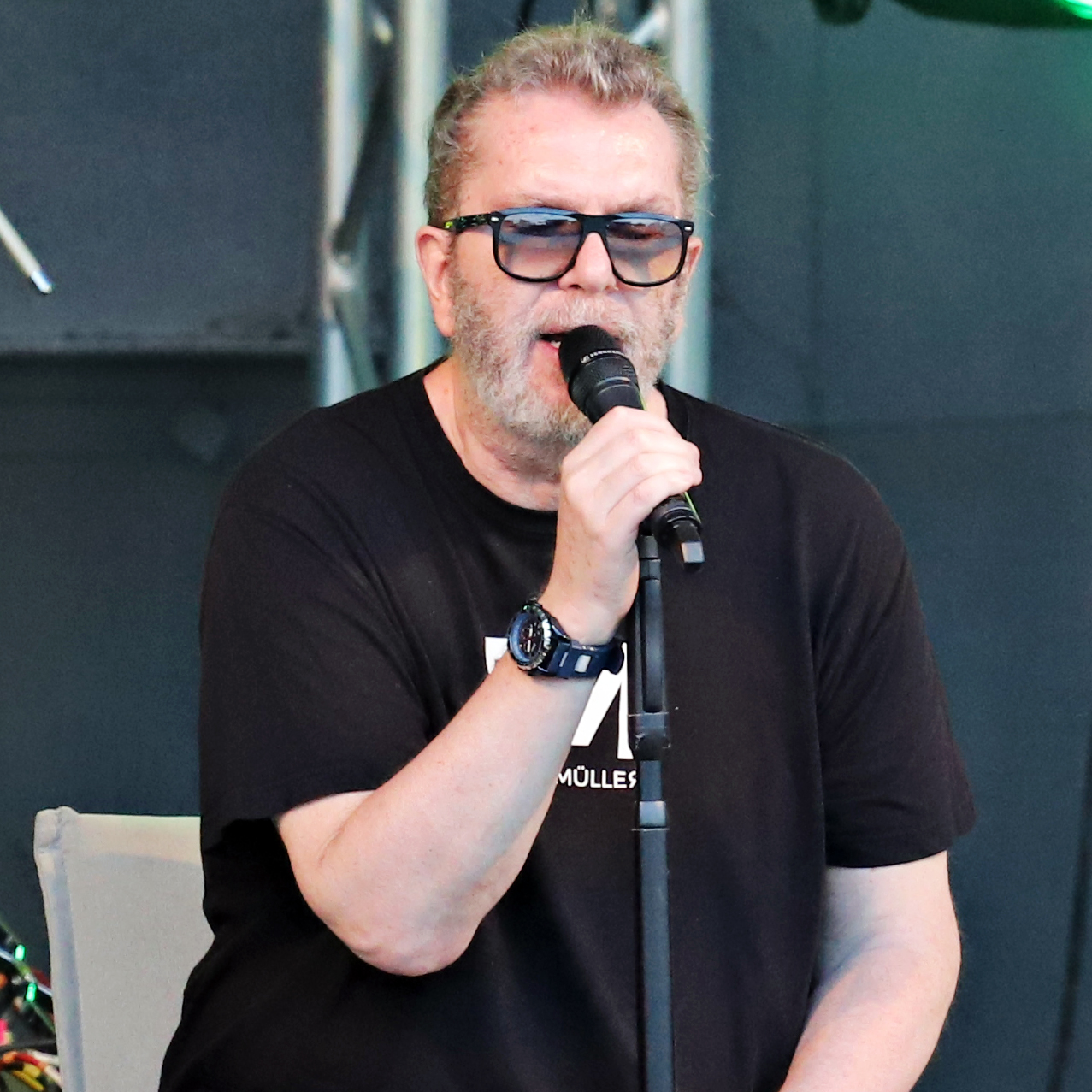
Richard Müller, 2023

Richard Müller (* 6. September 1961 in Freistadl) ist ein slowakischer Sänger.
Er studierte an der Vysoká škola múzických umení v Bratislave (VŠMU) und arbeitete als Musikjournalist. 1992 veröffentlichte er mit Neuč vtáka lietať sein erstes Album und gewann in Folge viele Auszeichnungen. In den 1990er Jahren hatte er eine eigene Sendung im Radio und eine Talkshow Promülle im Fernsehen. 2005 schaffte er es als erster Slowake mit seinem Album 44 auf Platz 2 der meistverkauften Alben in der Tschechischen Republik.

## Auszeichnungen
Grand Prix Radio
- 2004: Populärster Sänger
- 2003: Populärster Sänger
- 2002: Populärster Sänger
- 2001: Populärster Sänger

Aurel (Slovak Music Academy)
- 2005: Gewinner in der Kategorie: Video (Ondrej Rudavský, Sníh)
- 2005: Gewinner in der Kategorie: Meistverkauftes Album (44)
- 2005: Gewinner in der Kategorie: Sänger, Album (44), Produzent (Leško - 44)
- 2004: Gewinner in der Kategorie: Sänger
- 2003: Gewinner in der Kategorie: Song (2 líšky)
- 2002: Gewinner in der Kategorie: Sänger, Cover (Retro)
- 2001: Gewinner in der Kategorie: Sänger, Album (01), Song (Nahý II.), Clip (Nahý II.), Audio Record (01), Nominiert: Cover (01), Producer (Tásler-01)
- 2000: Gewinner in der Kategorie: Sänger, Cover (Mullera hosté), Nominiert: Album (Müller a hosté), Lyrics (Tajné milovanie)
- 1999: Gewinner in der Kategorie: Audio Record (Koniec sveta)
- 1998: Gewinner in der Kategorie: Sänger, Song (Nočná optika), Album (Nočná optika), Producer (Nočná optika)
- 1996: Gewinner in der Kategorie: Lyrics (Cigaretka na 2 ťahy)
- 1992: Gewinner in der Kategorie: Audio Cover (Neuč vtáka lietať)

Slávik  Slowakischer Grammy
- 2005: 2. Platz
- 2004: 3. Platz
- 2003: 1. Platz
- 2002: 4. Platz
- 2001: 3. Platz
- 2000: 3. Platz
- 1999: 2. Platz
- 1998: 2. Platz

Platte des Jahres (Tschechische Republik)
- 2005: 2. Platz in der Kategorie meistverkaufte Platte eines Sängers